# Relações entre Catar e Vietnã
As relações entre o Catar e o Vietnã referem-se às relações bilaterais entre os dois países. O Catar tem uma embaixada em Hanói, enquanto o Vietnã tem uma embaixada em Doha.
O Catar tem um relacionamento amigável com o Vietnã entre o mundo árabe, resultado do forte vínculo do Catar com vários países da Associação de Nações do Sudeste Asiático, inclusive o Vietnã. Após o sucesso da reforma econômica em 1986, o Vietnã se tornou um novo destino importante para os investidores do Catar. Ao contrário dos investimentos dos Emirados Árabes Unidos, o maior investidor árabe do Golfo no Vietnã, os investimentos do Catar no Vietnã concentram-se na agricultura, energia, exportações e comércio entre os dois países, que mais tarde foi descrito como grande, de acordo com o enviado do Catar ao Vietnã.
O Catar tem mais de 10.000 expatriados vietnamitas vivendo no país.